# Clare Colvin
Clare Colvin (* in London) ist eine englische Journalistin und Schriftstellerin.

## Leben
Colvin ist die Tochter des englischen Journalisten Ian Colvin. Sie kam in London zur Welt, verbrachte aber nahezu ihre gesamte Kindheit und Jugend im Ausland. Ihr Vater, der als Auslandskorrespondent in vielen Ländern arbeitete, lebte dort immer zusammen mit seiner Familie.
Colvin lebte während der Apartheid in Südafrika und später u. a. im Libanon und Marokko. An der Amerikanischen Universität in Beirut studierte Colvin u. a. Englische Literatur. Im Anschluss daran kehrte sie nach London zurück und bekam eine Anstellung im Verlag von André Deutsch.
Daneben begann Colvin für verschiedene Zeitungen und Zeitschriften zu schreiben. Sie arbeitete als Literaturkritikerin für die Daily Mail und The Independent, später dann auch als Theaterkritikerin für die Times. Daneben entstand mit den Jahren auch ein – vom Publikum wie auch der Kritik – vielgelobtes kleines literarisches Werk.

## Werke (Auswahl)
als Autorin
- The fatal season. Duckworth, London 1996, ISBN 0-7156-2730-9.
- Masque of Gonzaga. Arcadia Books, London 1999, ISBN 1-905147-26-0.
- Die Gilde der Spiegelmacher („The mirror maker“). BLT, Bergisch Gladbach 2005, ISBN 3-404-92175-5.

als Herausgeberin
- Geoffrey Kendall: The Shakespeare wallah. The autobiography of Geoffrey Kendall. Sidgwick & Jackson, London 1986, ISBN 0-283-99230-1.
- John Nash: Book designs. A minories touring exhibition. The Minories Edition, Colchester, Essex 1986, ISBN 0-948252-01-4.